# Holländer Prinz
Der Holländer Prinz, auch Holländer Prinzenapfel genannt, ist eine alte Tafelapfelsorte. Die genaue Herkunft ist unbekannt. Der Verweis auf die Niederlande im Namen lässt vermuten, dass die Sorte durch niederländische Siedler in Norddeutschland eingeführt wurde. In den Niederlanden selbst ist der ‘Holländer Prinz’ nicht bekannt. Die Sorte wurde 2023 Streuobstsorte des Jahres in Norddeutschland.

## Eigenschaften
Die Früchte sind mittelgroß und von kugeliger bis hochkugeliger Form. Die Schale ist hellgelb, bis zu zwei Drittel können karminrot überzogen sein. Die Sorte hat charakteristische große Lenticellen, die in hellbraune Rostnetze übergehen. Am Stielansatz ist die Frucht grobschuppig und weit auslaufend berostet. Das Fruchtfleisch ist leicht gelblich und saftig, im Geschmack vor allem süßlich und schwach aromatisch.
Pflückreif ist die Sorte ab Mitte September und genussreif von Mitte September bis Mitte November. Durch Lagerung wird das Fruchtfleisch mürbe.
Der Baum ist mittelstark- bis starkwüchsig und relativ robust.

## Verbreitung
Der ‘Holländer Prinz’ ist in Norddeutschland, dort vor allem in Niedersachsen an der Elbe bis ins Wendland verbreitet.